# Јак-1
Јак-1 је совјетски ловачки авион из периода Другог свјетског рата. Био је један од најзначајнијих борбених авиона тог периода. Претходио му је развојни прототип био И-26, а серијски се почео производити 1941. године, у више варијанти у укупном броју од 8.734 примерка, а остао је у оперативној употреби све до краја рата. Једносед је мале масе, структура му је израђена од мешовитих материјала. Крило је потпуно од дрвета. Погонио га је један клипни мотор ВК-105ПА. Имао је изванредне маневарске карактеристике, био је добро наоружан и једноставан за одржавање. Пројектован је у бироу Јаковљева и био је одлична основа за развој осталих ловачких авиона из те породице, са око 37.000 укупно реализованих примерака. За пројектанске резултате, конструктор Александар Јаковљев, био је одликован са Орденом Лењина. То је било највише одликовање додељене од стране Совјетског Савеза, са наградом од 100.000 рубаља и аутомобилом Зис.

## Развој
Тактичко-технички захтеви (ТТЗ), формално су постављени 29. јула 1939. године, за лаки совјетски ловачки авион. До тада је биро Јаковљева био познат по изванредним конструкцијама једрилица, лаких и школских авиона. Са великим поверењем је биро поверен им је овај пројекат новог ловца, са мотором са течним хлађењем Климов М-106 В-12. Што је за биро и његовог главног конструктора био сасвим нови изазов. Развој авиона је крунисан са два прототипа. Први прототип И-26-1, са оствареном максималном брзином од 620 km/h,, на висини лета од 6,000 m, борбеним радијусом од 600 km, успоном на висину од 10.000 метара за 11 минута. Први прототип је био ненаоружан, али је пројектован да се прилагоди прихвату топа ШВАК калибра од 20 mm, у моторску гондолу, са дејством кроз вратило редуктора мотора, са бојевим комплетом 120 граната. Секундарни наоружање било је обезбеђено да се састоји од 2 × митраљеза калибра од 7.62 mm ШКАС и 1 × тешким митраљезом од 12,7 mm Березин БС.
Други прототип И-26-2, погоњен мотором са турбокомпресором остварио је: максималну брзину од 650 km/h,, на висини од 10.000 m, и са од 2 × митраљеза калибра од 7.62 mm ШКАС. У пројекту је у потпуности искоришћено искуство бироа Јаковљева на лаким спортским авионима и остварена је агилност и висока брзина. Са применом мотора М-106 било је одложено, решење са топом. Уградњом мотора Климов М-105П В-12, уграђен је и топ ШВАК.
Прототип И-26-1, направио је први лет 13. јануара 1940. године. Искрсли су недостаци са прегревањем уља у мотору, што није никада квалитетно до краја разрешено, резултат чега су 15 ванредним слетања током раних испитивања прототипа у лету. Трагично, 27. априла 1940. године, И-26-1 се срушио, са погибијом пробног пилота. Истрага несреће је утврдила да је пилот изводио маневре на малим висинама, који нису били у плану и нису били дозвољени за ту фазу испитивања у лету. Веровало се да су током маневра, одбрављене ноге стајног трапа, што је изазвало хаварију крила.
Поред нерешеног проблема са прегревањем уља, на прототипу И-26-2, прекорачена је укупна маса, кривицом подиспоручиоца делова и склопова. То је изазвало ограничење убрзања авиона на свега 4,4 g. Због великог поверења и ауторитета, Јаковљев је добио прилику да постојеће недостатке отклони прототипом И-26-3, који је стигао на испитивања у лету 13. октобра 1940. године. Прошли су рокови, 9. децембра 1940. године, авион је и даље био веома недовршен за серијску производњу, са нерешеним проблемима прегревања уља мотора.
Државно и партијско руководство Совјетског Савеза, било је забринуто, пошто је на „вересију“ донета одлука о почињању серијске производње ловца Јак-1 и ако испитивања у лету и показани недостаци нису оправдавали ту одлуку. Пошто се веровало у тај пројекат, а и Јаковљев је био лични Стаљинов фаворит, те је и испитивање у лету и дотеривање пројекта добило приоритет, у односу на остале. Почетак Великог отаџбинског рата, 22. јуна 1941. године, је искључио сваку могућност за промену одлуке и прелазак на неки од других паралелних пројеката (као на што је Поликарпов И-185).
Паралелно се одвијало развојно испитивање у лету, конструктивне измене и покренута производња. То је била ратна производња, са великим поремећајима због сталне измене документације, тако да се иста одвијала у веома тешким и хаотичним условима.

## Пројектна решења
Јак-1 је био класичне аеродинамичке конфигурације, са трапезним крилом са елиптичним заобљењем крајева (терминозима). Крило је ниско постављено у односу на труп (нискокрилац). Стајни трап са репним точком, главне ноге је увлачио у контуру крила. Пројекат структуре свих склопова, сасвим је поједностављен. Труп решеткасте конструкције, од челичних цеви. Предњи део трупа, био је пресвучен оплатом од лима, а задњи платном. Крило и репне површине, биле су потпуно од дрвета.
Поклопац кабине је био са лошим прегледом задње хемисфере и напада од задње позиције авиона. Отварао се клизећи по вођици, уназад, преко леђне шине на трупу авиона. Могао се забрављивати у шест позиција, али се није могао одбацити у хитним случајевима. Није било бочног стакла, а укупан заштитни оклоп је био од плоче од 8 милиметара, који је штитио главу и рамена пилота.

## Производња
Током 1940. године, развијен је и прототип варијанте двоседа, под ознаком И-27. Оперативне потребе, налагале су развој и серијску производњу двоседа, који је означен са Јак-7В произвођен је у новој фабрици у Каменск-Уралску, а и „олакшана варијанта Јак-а“ са ознаком Јак-1М, који је коначно потиснуо почетни стандард.
Скоро 8.000 измена су направљене у документацији авиона у 1941. години, са додатних неколико хиљада наредне 1942. Производња је додатно успорена због кашњења у испорукама мотора, елиса, хладњака, точкова и топова. Несташице квалитетних материјала довела је до оштећења крила, на неколико авиона. Да ствар буде још гора, Фабрика №.292, која је бил главни произвођач Јак-1, бомбардована је 23. јуна 1943. године, при чему је и изгорела до темеља. Невероватно, производња је настављена међу рушевинама 29. јуна. Због импровизације и губитка строгих толеранција у производњи делова, сваки авион је у суштини уникат са уклапањем делова, при финалној монтажи. То је за раднике био незавидан задатак упаривања делова, због међусобних разлика у изради компоненти. На пример, лева и десна нога стајног трапа дешавала се са различитом дужином и са различитим поставним углом, у односу на авион. Делови често нису били међусобно заменљиви, то је све отежавало производњу и одржавање авиона. Произведено до јула 1944. године, 8.734 примерака авиона Јак-1.
У исто време се показало да без јачег мотора неће бити могуће искористити све предности побољшане конструкције авиона, па је почео да се интегрише мотор ВК-105 ПФ од 902,3 kW. Како су се пилоти жалили да имају слаб преглед из кабине, 1942. године, почео је да се производи Јак-1 са спуштеним леђима трупа иза кабине. Стандард авиона Јак-1М, који је постао основни стандард овог типа авиона. Овај стандард се одликује мањом масом и мањом површином крила. Платнена оплата задњег дела трупа замењена је са фурниром дебљине 2 mm, модернизовани су водени и уљни систем хлађења, постављена је савремена антена, колиматорски нишан и интегрисана је нова елиса.
Јак-1М је поседовао карактеристике хоризонталног и вертикалног маневра свога претходника. Максимална брзина је значајно повећана, у односу на претходни авион, био је једноставан за летење, без посебне обуке пилота. Узимајући у обзир одличне резултате испитивања авиона, добро наоружање и велику убојну моћ, овим смером су развијани и остали ловци (Јак-3 и Јак-9), из ове фамилије.

Јаковљев је често истицао: 
Једноставност не значи и заосталост.
|                     |
| Развој ловца Јак-1. |

## Оперативна употреба
При немачком нападу на СССР, у оперативној употреби у јединицама црвене армије било је само 425 авиона типа Јак-1. Многи су уништени још на земљи при изненадном нападу, многи у неравноправној борби у ваздушном простору. Ипак је појава ловачких авиона Јак-1 утицала на даље немачке поступке у борби. Од 22. јуна до 19. јула 1941. године, укупно 1.284 немачка авиона уништена су на источном фронту (према њиховим подацима). Авиони Јак-1, имали су задатак да штите своје авионе Ил-2, у ваздушном простору, који су летели на мањим висинама до 4.000 метара, тако да су били принуђени за борбу на тим висинама, где су и показали изванредне резултате. Авиону Јак-1М, требало је за пун кружни заокрет свега 17 секунди. За разлику од авиона Јак-1, Јак-3 је имао боље карактеристике на већим висинама.
Авиони ЛаГГ-3 и МиГ-3 су се показали знатно слабијим од авиона Јак-1 у борбеним дејствима. МиГ-3 је био конципиран као висински пресретач (а борбе су се водиле махом на малим висинама), а серијски ЛаГГ-3 је због неквалитетне израде имао знатно слабије летне особине од својих прототипова.
Због исхитреног увођења авиона у производњу, без комплетног испитивања у лету, јављали су се многи недостаци, који су се полако отклањали. Модификације су биле усмерене према циљу побољшања брзине и покретљивости, јачег наоружања, побољшању мотора и његовог хлађења и према поједностављењу и олакшању одржавања.
Авиони Јак, показали су се бољи у борбама у односу на друге совјетске ловце. Међутим због производње у више фабрика, од којих многе нису имале ваздухопловну традицију и стандарде ваздухопловне индустрије, често се дешавало да летне особине буду испод очекивања. Тако је највећа брзина понекад била и преко 10% нижа од предвиђене, стакло кабине је на неким авионима било мутно, платнена оплата крила је понекад отпадала у лету и слично. Резервоари горива су имали честе пропусте у квалитету заваривања, па је било цурења горива, отпадали су поклопци кабине и друго. Уз то, мотори велике снаге нису били доступни за уградњу, па су авиони Јак-1 обично имали мању брзину од најновијих немачких типова ловаца.
Са побољшањима Јак-1, крајем 1942. године, био је бољи од немачких авиона Bf-109E, али инфериоран у односу на Bf-109F, само на неким висинама и то при дужем трајању маневрисања. Искуство совјетских пилота се повећавало, што је било од значајног утицаја на исходе борби.
Због смањења укупне масе авиона, уклањано је поједино наоружање наоружање, на неким авионима су скинути митраљези од 7,62 mm ШКАС, а задржан је само топ ШВАК. То је за искусније пилоте било прихватљиво и ти авиони су за њих били популарнији, показали су и боље резултате са њима у борби.
У јесен 1942. године, појавио се Јак-1Б са моћнијим мотором М-105П и са једним митраљезом Березин БС, калибра од 12,7 mm, уместо два ШКАС-а. Ово није имало већи утицај на повећање укупне масе, митраљез Березин БС, био је много ефикаснији од два ШКАС-а. Штавише, нишанска слика је побољшана за један митраљез, због веома лошег квалитета сочива. Јак-1 је имао лаган ослонац на реп и било га је лако преврнути на нос, са ударом елисе о земљу. Често су техничари морали да држе реп, надоле, да би спречили удес.
Јак-1 је био прихваћен и омиљен за пилоте. За совјетског пилота Николај Г. Голодникова, све у свему, по својим тактичким и техничким карактеристика, Јак-1Б је био једнак немачком Месершмиту Bf-109G. Француска ескадрила Нормандија-Нимен изабрала је у своје опремање једноставну варијанту Јак-1М, у марту 1943. године, када је и формирана. Двадесет четири ова авиона су додељена 586-ом женском елитном Ловачком авијацијском пуку (ЛАП), чији су пилоти биле само жене, светски асови: Јекатерина Буданова, са 11 победа, и Лидија Литвјак са 11 плус три заједничка. Литвјак, најпознатији пилот жена свих времена, летела је Јак-1 „Жута 44“, са јарбол антеном, прво у 296-ом ЛАП-у, а затим са 73-ем ЛАП-у, све до своје смрти у борби, 1. августа 1943. године. Међу чувеним пилотима, који су летели Јак-1, био је Михаил Баранов, који је постигао све своје 24 победе са њим, укључујући и пет у току једног дана (четири Bf-109 и један Јункерс Ju 87, 6. августа 1942). године. Први авиони Јак-1, били су у оперативној употреби познате јединице 1-ви пољски ловачки пук „Варшава“.
За Југославију је овај авион имао посебан значај, у доприносу у борбама за ослобођење земље, посебно на Сремском фронту. Многи југословенски пилоти, прослављени су у херојској борби са надмоћнијим немачким авионима при нападу на Југославију у априлу 1941. године, остварили су свој сан да наставе ту борбу, после 4 године, при ослобађању земље. Међу њима је био и капетан Михајло Николић, који је био оборен, а при томе и рањен, у Априлском рату. Немци су га заробили и одвели у заробљеништво. Међу првима се вратио из заробљеништва и одмах је отишао на свој аеродром у Великим Радинцима и после 4 године паузе, полеће на авиону Јак-1, са истог аеродрома са кога је и пре 4 године бранио Београд. У завршним борбама за ослобођење Југославије извршио је седам борбених задатака, авионом Јак-1.
Значај овог типа авиона у Другом светском рату је често потцењен. Под совјетским именом „прикрита“ је чињеница да су Јак-1 и његови наследници: Јак-7, Јак-3 и Јак-9 у суштини пројекти са истом основом. Упоредиви са познатим авионима Bf-109 и Спитфајер. Ако се ова породица Јак-а тако посматра, 37.000 њених примерака би представљало највећи број произведених ловачких авиона у историји ваздухопловства. Збирно би Јак био један од најплоднијих авиона у историји, приближно једнако најпознатијем совјетском јуришнику Ил-2 у Другом светском рату. Али, губици су били сразмерно високи, у ствари, највише од свих ловаца, у оперативној употреби у Совјетском Савезу. У периоду 1941-1945. изгубљена су 3 336 авиона Јак-1, 325 1941. године, 1.301 наредне, 1.056 у 1943. године, 575 у 1944. и 79 у 1945.

## Варијанте
- И-26 - је прототип Јак-1, развијен у два примерка и предак је свих Јаковљевих варијанти ловца са клипним моторима у Другом светском рату. Конструкција му је мешовита, решеткастих склопова са челичним цевима и дрвене структуре. Мале масе, показивао је добре летне карактеристике и усвојен је за серијску производњу.
- ИУТ-26 - су трећи и четврти прототипови, завршени су као двоседи намењени за тренежу и проверу пилота, произведени су у стандарду ловачких авиона. Серијски су се производили под ознаком Јак-7
- И-28 - је прототип, пресретач на већим висинама, са мотором Климов М-105 ПД, развијен од И-26-2. Разликовао се од И-26 у томе што су са металном структуром трупа и репних површина, а делимично и крило, које је преобликовано са аутоматским преткрилцима. Један авион је произведен, први пут је летео 1. децембра 1940. године. Није ушао у серијску производњу због многих недостатака, већ је само послужио као основа за развој верзија за велике висине Јак-7 и Јак-9..
- И-30 (Јак-3) - је даљи развој И-26 са потпуно металним крилом, уштеда у простору су били искоришћени за додатно наоружање и већи капацитет резервоара горива. Произведена су два прототипа И-30-1, наоружани су били са 3 × 20 mm топа ШВАК и 2 × 7.62 mm митраљеза ШКАС], а И-30-2 са два додатна ШКАС. Овај серијски авион је обележен као Јак-3.
- Јак-1 - једносед ловачки авион. Верзија почетне серијске производње.
- Јак-1Б - ("Б“ је незванично ознака, после октобра 1942. године, сви авиони Јак-1 су овог стандарда). Изведена је нова калота (поклопац кабине), са спуштањем трупа иза ње, повећан је оклоп, ШКАС митраљези су замењени са једним 12,7 mm Березин БС, електрично и пнеуматско репетирање је оружја уместо механичког, нова палица команди лета пројектована на основу решења на Месершмиту Bf 109, херметичан је труп, увлачећи репни точак, побољшано хлађење мотора Климов М-105 КЦ, са бољим перформансама на малим висинама. Први лет авиона Но.3560 остварен је у јуну 1942. године, са почетком серијске производње у августу. Укупно је произведено 4.188 примерака.
- Јак-1М - је прототип авиона Јак-3 са мањим крило, ревидираним уводником ваздуха хладњака мотора, смањена је укупна маса и унапређен је мотор. Два авиона овог стандарда су произведена.
- Јак-7УТИ - је првобитна производња на основу прототипа ИУТ-26.
- Јак-7 - је претварање Јак-7УТИ у ловца двоседа.[1][3][4][6][8][9][10][11]

## Корисници
| СССР Француска - Фрнцуско ратно ваздухопловство - Нормадија Нимен, ловачки пук Пољска - 1ви Пољски ловачки пук „Варшава“ | ФНР Југославија - РВ и ПВО, 103 авиона Јак-1Б у периоду 1944—1950 - 111ти Ловачки пук (1944–1948) - 113ти Ловачки пук (1944–1948) - 112ти Ловачки пук (1944–1945) - 2ги Тренажни пук (1946–1948) - 101ви Ловачко-тренажни пук (1948–1950) - 104ти Тренажни пук (1948–1950) |

## Совјетски пилоти погинули на авионима Јак-1
Пилоти хероји Совјетског Савеза, борили су се летећи Јак-1 и на другим борбеним авионима, изгубили су животе у тој херојској борби.
| - Архипенко, Федор Федорович - Баклан, Андреј Јаковлевич - Баљук, Иван Федорович - Покришкин, Александр Иванович - Гулаев, Николај Дмитриевич - Гугнин, Николај Павлович - Глинка, Дмитриј Борисович - Гудков, Дмитриј Васильевич - Луганскиј, Сергеј Данилович - Лавриненков, Владимир Дмитриевич - Литвјак, Лидија Владимировна | - Колдунов, Александр Иванович - Ковзан, Борис Иванович - Кулагин, Андреј Михајлович - Катрич, Алексеј Николаевич - Каравај, Павел Петрович - Ковачевич, Аркадиј Федорович - Мотуз, Иван Фомич - Муравьев, Павел Игнатьевич - Баранов, Михаил Дмитриевич - Головачев, Павел Јаковлевич - Ситковскиј, Александр Николаевич | - Султан, Амет-хан - Сахаров, Павел Иванович - Федоров, Иван Васиљевич - Савицкиј, Евгениј Јаковлевич - Шестаков, Лев Ливович - Сержантов, Сергеј Јаковлевич - Дранищев, Евгениј Петрович - Маресјев, Алексеј Петрович - Химич, Федор Васиљевич - Чирков, Андреј Васильевич - Јакименко, Антон Дмитриевич |